# Ожерелье для моей любимой
«Ожерелье для моей любимой» (груз. სამკაული ჩემი სატრფოსათვის) — советский художественный фильм, снятый в 1971 году в жанре любовно-комедийной притчи по мотивам повести Ахмедхана Абу-Бакара «Ожерелье для моей Серминаз».

## Сюжет
Аул в Дагестане. Бахадур Магомедов пытается сосвататься к самой красивой местной девушке Серминаз. Его поддерживает его дядя Дулдурум, которому мать Бахадура, Айша обещала, что выйдет за деверя замуж только после свадьбы своего сына. Дулдурум ждёт уже 15 лет. Ситуация осложняется тем, что Серминаз из рода Муги, с которым семья Бахадура враждует уже так долго, что и не помнит, из-за чего всё началось, но Айша считает, что надо чтить традиции предков и в этом. Тем не менее, юноша с помощью дяди совершает вековечный обряд запроса на право сватовства — забрасывает свою кепку в дом невесты, после чего, согласно другой традиции отправляется искать ей подарок.
По дороге молодой человек несколько раз сталкивается с мошенником Дауди, который всякий раз отбирает у юноши деньги, однако Бахадуру неоднократно встречается и акробат Сугури, который, наоборот, каждый раз помогает не слишком удачливому жениху. Девушки неравнодушны к симпатичному молодому человеку, так что в одном из аулов его чуть было насильно не женят, и Бахадуру приходится бежать в одном нижнем белье.
В конце концов Бахадур и ещё два претендента на руку Серминаз, Азиз и Мухтар, предстают с подарками перед её отцом Жандаром и старейшинами села. Мухтар, подарив балхарский кувшин, сообщает, что женился на мастерице, его создавшей. Азиз предлагает Жандару волшебный камень, исполняющий желания. А Бахадур дарит «ожерелье» — описание его приключений в виде киносценария. По решению старейшин он и выигрывает спор.
Однако Жандар напоминает о давней вражде их родов. Тогда старейший житель аула Хасбулат рассказывает, что сто лет назад главы двух родов поспорили о том, на чём держится Земля: на панцире черепахи или на рогах оленя. Поняв ничтожность повода для раздора, Жандар и Дулдурум мирятся. Бахадур и Серминаз женятся, и через год у них рождается сын Амру.

## Премьера
Премьера фильма состоялась в Москве 14 августа 1972 года.

## Рецензия
Это тонкая, изящная и лукавая картина о любви как таковой — без социально-идеологической нагрузки и даже без житейских осложнений в судьбах героев. Она не имела успеха в прокате и в качестве наибольшего признания могла получить лишь премию на всесоюзном кинофестивале, причём в почти родном для режиссёра городе Тбилиси. Для кого-то эта работа Тенгиза Абуладзе, автора трагической философской трилогии «Мольба» — «Древо желания» — «Покаяние», покажется немудрёной, сделанной ради развлечения, а прежде всего — для краткого отдохновения от власти придирчивой цензуры, которая так и норовит даже в экранизации исторического или фольклорного материала углядеть ростки крамолы.Сергей Кудрявцев, «3500 кинорецензий»

## В ролях
- Рамаз Гиоргобиани — Бахадур Магомедов
- Наташа Квливидзе — Серминаз, возлюбленная Бахадура
- Нани Брегвадзе — Айша, мать Бахадура
- Эроси Манджгаладзе — Дулдурум, дядя Бахадура
- Георгий Гегечкори — Жандар, отец Серминаз
- Рамаз Чхиквадзе — Дауди, мошенник
- Леонид Енгибаров — Сугури, акробат
- Ирина Шестуа — Чата, жена Сугури
- Этери Абзианидзе — Салтанат, балхарская мастерица
- Кахи Кавсадзе — Заур, ревнивый муж
- Отар Мегвинетухуцеси — искатель Магомед
- Давид Кобулов — старейшина Хасбулат
- Бессарион Хидашели — Мухтар, несостоявшийся жених Серминаз
- Темур Чхиквадзе — Азиз, несостоявшийся жених Серминаз
- Леомер Гугушвили — следователь